# Almonte
Almonte – miasto w Hiszpanii, we wspólnocie autonomicznej Andaluzja. Według danych na rok 2020 miasto liczyło 24 507 mieszkańców, a gęstość zaludnienia wyniosła 28,52 os./km².

## Demografia
Populacja:
| Rok     | 1981   | 1991   | 2001   | 2011   | 2020   |
| ------- | ------ | ------ | ------ | ------ | ------ |
| Ludność | 12 970 | 16 164 | 17 827 | 22 243 | 24 507 |

Ludność według grup wiekowych na rok 2018:
| Grupa wiekowa                      | 0–17 lat | 18–64 lat | 65+ lat |
| ---------------------------------- | -------- | --------- | ------- |
| Liczba ludności w danej grupie     | 4511     | 16 486    | 3016    |
| Liczba ludności w danej grupie w % | 18,8%    | 68,7%     | 12,5%   |

Struktura płci na rok 2020:
| Płeć                         | Mężczyźni | Kobiety |
| ---------------------------- | --------- | ------- |
| Liczba osób w danej płci     | 11 817    | 12 690  |
| Liczba osób w danej płci w % | 48,2%     | 51,8%   |

## Klimat
Klimat jest śródziemnomorski. Średnia temperatura wynosi 19 °C. Najcieplejszym miesiącem jest lipiec (30 °C), a najzimniejszym miesiącem jest grudzień (9 °C). Średnie opady wynoszą 815 milimetrów rocznie. Najbardziej wilgotnym miesiącem jest listopad (152 milimetrów opadów), a najbardziej suchym miesiącem jest lipiec (1 milimetr opadów).

## Miasta partnerskie
Miastami partnerskimi Almonte są:
- Céret, Francja
- Miami Beach, Stany Zjednoczone
- Clarey Valley, Australia
- Farsia, Sahara Zachodnia
- Baler, Filipiny
- La Esstrada, Hiszpania
- Sanlúcar de Barrameda, Hiszpania